# Rodriguezia refracta
Rodriguezia refracta là một loài thực vật có hoa trong họ Lan. Loài này được (Lindl. ex Linden) Rchb.f. miêu tả khoa học đầu tiên năm 1854.